# جنرال الکتریک جی‌ئی۹۰
جنرال الکتریک جی‌ئی۹۰ (به انگلیسی: General Electric GE90) یک موتور هواگرد ساختِ کارخانهٔ جی‌ئی اوییشن در کشور ایالات متحده آمریکا است.